# Horst Boog
Horst Boog (* 5. Januar 1928 in Kleinkayna bei Merseburg; † 8. Januar 2016 in Freiburg im Breisgau) war ein deutscher Militärhistoriker und Übersetzer. Er war leitender wissenschaftlicher Direktor des Militärgeschichtlichen Forschungsamtes in Freiburg im Breisgau und gilt als Experte für Luftfahrt- und Luftkriegsgeschichte des Zweiten Weltkrieges.

## Leben

### Herkunft und Übersetzer in Nürnberg
Horst Boog, das vierte Kind des Werkmeisters im Braunkohlenwerk, Johannes Boog und seiner Frau Frieda, geb. Winzer, besuchte ab 1934 die Volksschule in Großkayna und ab 1938 die Städtische Oberschule für Jungen in Merseburg. In seiner Jugendzeit erlebte Boog die Bombenangriffe auf den Industriekomplex in Leuna-Merseburg. 1944 wurde er in der Hitlerjugend (HJ) zum Segelflieger ausgebildet und danach im Volkssturm eingesetzt. Nachdem Boog Mitte April 1946 die Schule beendet hatte, war eine sofortige Studienaufnahme durch Überfüllung der Hochschulen verhindert. Er besuchte eine Fremdsprachenschule in Leipzig und legte dort im Februar 1947 die Dolmetscher- und Korrespondentenprüfung für Englisch ab. Anschließend war er als Übersetzer am Internationalen Militärgericht in Nürnberg tätig.

### Geschichtsstudium in Deutschland und den USA
Zum Sommersemester 1948 war Boog zum Studium der Geisteswissenschaften an der Philosophisch-theologischen Hochschule Regensburg zugelassen. Die Währungsreform im Juni 1948 entzog ihm jedoch die materielle Grundlage und machte elterliche Zuschüsse aus der sowjetischen Besatzungszone unmöglich. Durch Gelegenheitsarbeiten konnte er noch ein weiteres Semester in Regensburg und das Sommersemester 1949 an der Universität Kiel selbst finanzieren.
Zum Akademischen Jahr 1949/50, an dem auch Horst Ehmke, Hildegard Hamm-Brücher und Günter Behnisch teilnahmen, erhielt Boog ein Stipendium als Austauschstudent für das Middlebury College. Am 12. Juni 1950 bestand er die Prüfung für den Grad eines Bachelor of Arts in Geschichte und Philosophie. Danach fand er Beschäftigung als Holzfäller in den Catskill Mountains und sollte eine Schneise zu einer atombombensicheren Neubausiedlung am Shawangunk River schlagen. Wie er später erfuhr, war sein Arbeitgeber der Architekt des Berliner Olympiastadions.

### Berufliche Tätigkeit und Dissertation
Bei Boogs Rückkehr aus den USA gab es noch keine Förderung für in der Ostzone beheimatete Studenten, die weder politisch Verfolgte noch Flüchtlinge, Spätheimkehrer oder Kriegsbeschädigte waren. Um seine akademische Ausbildung mittellos zum Abschluss zu bringen, arbeitete er daher 1950 zunächst als Pressesachbearbeiter in Stuttgart und von 1951 bis 1964 als wissenschaftlich-technischer Angestellter in einem Nachrichtenbüro (Militärischer Nachrichtendienst und danach Bundesnachrichtendienst). Daneben war er als freiberuflicher Übersetzer tätig.
Seit 1950 beschränkte sich Boogs Studium auf die Freizeit, auf den Besuch von Abendveranstaltungen an der TH Stuttgart (WS 1950/51) und auf unbezahlte Urlaubsmonate, in denen er an Vorlesungen und Übungen in Geschichte, Philosophie, Völkerrecht und Pädagogik an der Universität Heidelberg teilnehmen konnte. Zu seinen Hochschullehrern zählten die Professoren Andrews, Bense, Caselmann, Conze, Cook, Dachs, Ernst, Fuchs, v. Fürstenberg, Gönnenwein, Kämpf, Kellenbenz, Kühn, Löwith, Metzke, Kosler, Munford, Weizsäcker, Wentzel. Im August 1955 erwarb Boog an der Alliance française in Paris das Diplôme de Langue. 1965 wurde er bei Johannes Kühn an der Philosophischen Fakultät der Universität Heidelberg mit der Dissertation Graf Ernst zu Reventlow (1869–1943). Eine Studie zur Krise der deutschen Geschichte seit dem Ende des 19. Jahrhunderts zum Dr. phil. promoviert.

### Militärhistoriker in Freiburg
Durch Hermann Heidegger kam Boog nach Freiburg, wo er leitender wissenschaftlicher Direktor des Militärgeschichtlichen Forschungsamtes (MGFA) wurde. In Freiburg initiierte er die erste wissenschaftliche Konferenz über das Luftkriegsgeschehen des Zweiten Weltkriegs. Darüber hinaus war er Mitglied der Dresdner Historikerkommission zur Ermittlung der Opferzahlen der Luftangriffe auf die Stadt Dresden am 13./14. Februar 1945 und von 1979 bis 1993 Präsident der Museumsgesellschaft Freiburg.
Boog war an mehreren Bänden von Das Deutsche Reich und der Zweite Weltkrieg (1983, 1990, 2001, 2008) beteiligt. Seit 1982 war er ein international anerkannter Experte für das Kriegsvölkerrecht, wie dem Recht zum Krieg (ius ad bellum) und dem Recht im Krieg (ius in bello). 2014 befasste er sich philosophisch mit Karl Popper.
Nach seiner Pensionierung trat er als Vortragender auch auf rechtsextremen Veranstaltungen, wie auf Tagungen des Druffel-Verlags zur Zeitgeschichte, und als Interviewpartner der rechten Zeitung Junge Freiheit in Erscheinung.
Boog war Vater einer Tochter.

## Schriften (Auswahl)

### Monografien
- Graf Ernst zu Reventlow (1869–1943). Eine Studie zur Krise der deutschen Geschichte seit dem Ende des 19. Jahrhunderts. Dissertation, Universität Heidelberg, 1965 (Vita: S. 326).
- Die  deutsche  Luftwaffenführung  1935–1945. Führungsprobleme. Spitzengliederung. Generalstabsausbildung (= Beiträge zur Militär- und Kriegsgeschichte. Band 21). Deutsche Verlags-Anstalt, Stuttgart 1982, ISBN 3-421-01905-3.
- Militärgeschichtliches Forschungsamt (Hrsg.): Das Deutsche Reich und der Zweite Weltkrieg. Mehrbändig, Deutsche Verlags-Anstalt, Stuttgart 1979 ff.

- Band 4: Mit Jürgen Förster, Joachim Hoffmann, Ernst Klink, Rolf-Dieter Müller, Gerd R. Ueberschär: Der Angriff auf die Sowjetunion. 1983, ISBN 978-3-421-06098-3.
- Band 6: Mit Werner Rahn, Reinhard Stumpf, Bernd Wegner: Der globale Krieg. Die Ausweitung zum Weltkrieg und der Wechsel zur Initiative 1941 bis 1943. 1990, ISBN 978-3-421-06233-8.
- Band 7: Mit Gerhard Krebs, Detlef Vogel: Das Deutsche Reich in der Defensive. Strategischer Luftkrieg in Europa, Krieg im Westen und in Ostasien 1943 bis 1944/45. 2001, ISBN 978-3-421-05507-1.

- Mit Werner Rahn, Reinhard Stumpf, Bernd Wegner: Die Welt im Krieg 1941–1943. 2 Bände, Durchgesehene Ausgabe, Fischer Taschenbuch Verlag, Frankfurt am Main 1992.

- Band 1: Von Pearl Harbor zum Bombenkrieg in Europa. ISBN 3-596-11698-8.
- Band 2: Von El Alamein bis Stalingrad. ISBN 3-596-11699-6.

### Herausgeberschaften / Übersetzungen
- Leo Strauss: Naturrecht und Geschichte. Übersetzung aus dem Englischen, Koehler, Stuttgart 1956.
- Luftkriegführung im Zweiten Weltkrieg. Ein internationaler Vergleich (= Vorträge zur Militärgeschichte, Band 12). Im Auftrag des Militärgeschichtlichen Forschungsamtes, Mittler, Herford 1993, ISBN 3-8132-0340-9.